# Assize of Arms del 1252
Assize of Arms del 1252, chiamata anche Ordinance del 1252 (Assise di corte sulle armi), è stato un proclama del re Enrico III d'Inghilterra concernente l'esecuzione dell'Assize of Arms del 1181, e la nomina di conestabili per convocare gli uomini alle armi, reprimere i disturbi della quiete pubblica e consegnare i trasgressori allo sceriffo.
Insieme con l'ordinanza del 1233 che ha richiesto la nomina di Guardiani, la nomina dei conestabili è citata come uno dei primi atti di creazione della polizia inglese, così come lo Statuto di Westminster del 1285.